# Choiseul (provincie)
Choiseul is een provincie van de Salomonseilanden. Choiseul ligt tussen Bougainville (onderdeel van Papoea-Nieuw-Guinea) en de provincie Isabel.
Het landoppervlak van de provincie beslaat vooral het eiland Choiseul, met een oppervlakte van 3294 km². Daarnaast bestaat de provincie uit Taro Island (tevens de provinciehoofdstad) (100 km²), Vaghena (243 km²) en Rob Roy (200 km²). Choiseul heeft ongeveer 20.000 inwoners (per 1999).

## Geschiedenis
Toen de Spaanse ontdekkingsreiziger Alvaro de Mendaña de Neira het eiland in 1568 ontdekte noemde hij het San Marcos (Sint Marcus). Na deze eerste landing is het eiland 200 jaar vergeten tot de Franse ontdekkingsreiziger Louis Antoine de Bougainville het eiland her-ontdekte en noemde naar de Minister van Buitenlandse Zaken en staatsman Étienne-François de Choiseul
Net als Buka, Bougainville (beide nu onderdeel van Papoea-Nieuw-Guinea) Santa Isabel en Ontong Java maakte Choiseul tot 1899 onderdeel uit van de Duitse Salomonseilanden. Van 1899 tot 1978 werden de eilanden onderdeel van de Britse Salomonseilanden.
25 februari 1995 werd de provincie Choiseul gecreëerd door een splitsing van de provincie Western.
Central · Choiseul · Guadalcanal · Honiara · Isabel · Makira-Ulawa · Malaita · Rennell-Bellona · Temotu · Western